# Вальтер Кунце
Вальтер Кунце (нім. Walter Kuntze; нар. 23 лютого 1883, Ратенов, Бранденбург — пом. 1 квітня 1960, Детмольд, Північний Рейн-Вестфалія) — німецький воєначальник часів Третього Рейху, генерал інженерних військ (1938) Вермахту. Кавалер Лицарського хреста Залізного хреста (1941).

## Біографія
Військова кар'єра
- 24 березня 1902 — фанен-юнкер
- 18 жовтня 1902 — фенріх
- 18 серпня 1903 — лейтенант
- 18 серпня 1911 — оберлейтенант
- 8 листопада 1914 — гауптман
- 1 квітня 1923 — майор
- 1 лютого 1929 — оберстлейтенант
- 1 жовтня 1931 — оберст
- 1 вересня 1934 — генерал-майор
- 1 серпня 1936 — генерал-лейтенант
- 1 лютого 1938 — генерал інженерних військ